# Suzani
Suzani é um tecido feito desde a antiguidade na Ásia Central, mais precisamente no Cazaquistão, Uzbequistão e Turcomenistão. Por ser de estilo rústico e milenar é muito visado por decoradores de todo o mundo e usado para forrar móveis, cobrir paredes e fazer divisórias. 
A origem do nome Suzani vem da língua Persa e significa Beleza Tribal ou Beleza que vem da Tribo. Uma Suzani conhecida desde a antiguidade foi a poeta persa Suzani Samarqandi "Shamseddin Taj-ul Shu'ara" que viveu no século XII. O nome tem variações como Suzana e Suzane este citado num conto do Antigo Testamento.

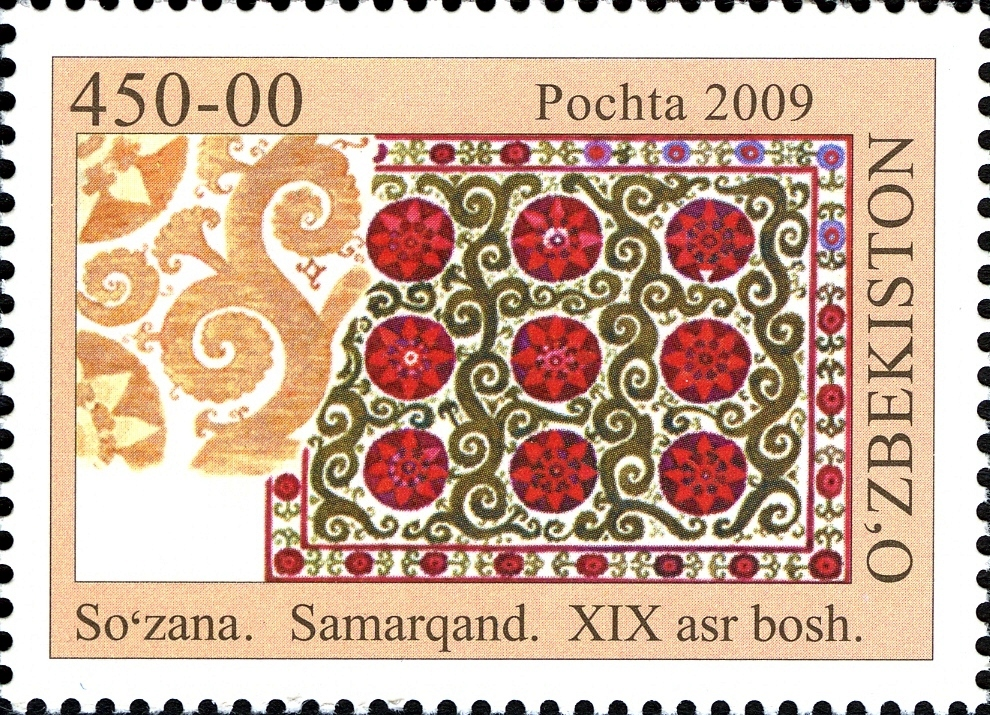
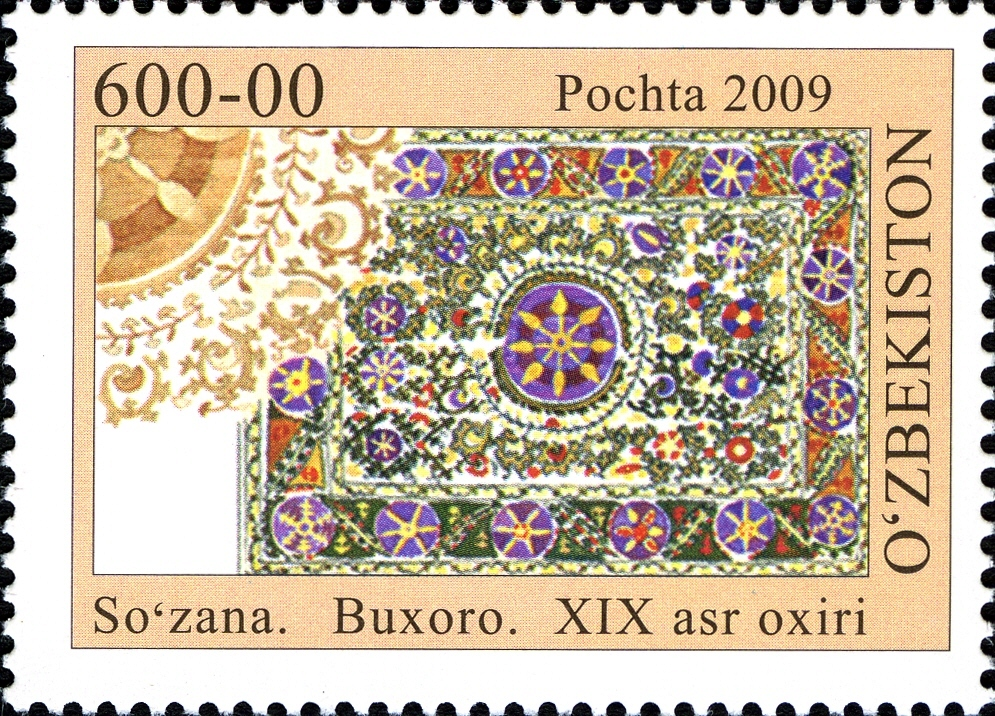
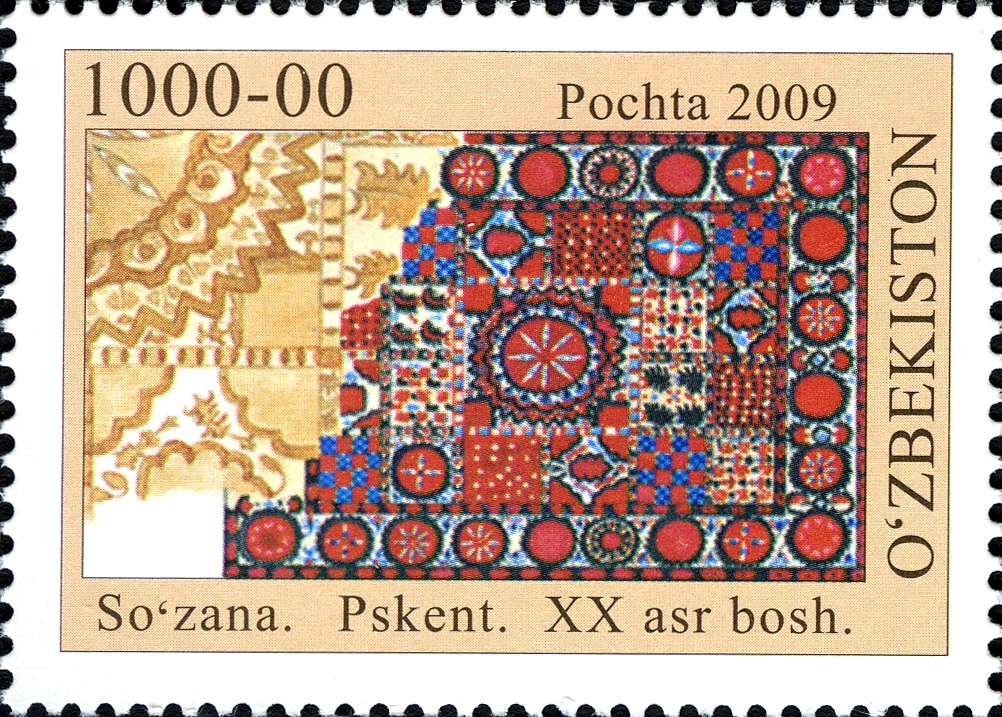
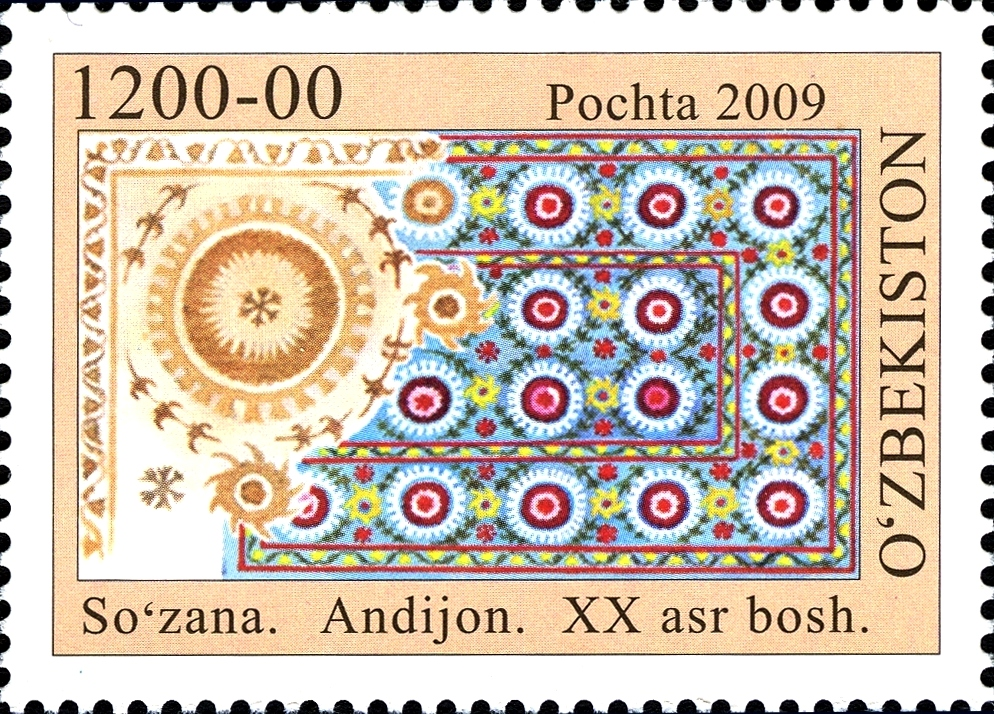